# 萨拉斯皮尔斯站
萨拉斯皮尔斯站是里加-陶格夫匹尔斯铁路线上的一个火车站；它是萨拉斯皮尔斯主要的客运站，该车站距离里加18.3 km（11.4 mi），距离陶格夫匹尔斯198.7 km（123.5 mi）。